# Arthur Janssen
Mgr. Arthur Auguste Janssen (Antwerpen, 11 februari 1886 – Leuven, 4 maart 1979) was een Belgisch kanunnik, bestuurder en hoogleraar.

## Levensloop
Kanunnik Janssen was consultor van de theologische commissie tijdens de voorbereidingen voor Vaticanum II. Hij was een moraaltheoloog, zedenkundige, natuurrechtdeskundige, en bekend met de plichtenleer van het zakenleven. Hij doctoreerde in Leuven. In 1910 werd hij priester gewijd, en enkele jaren daarna in 1913 werd hij president van het Justus Lipsiuscollege, onmiddellijk na zijn studie. In 1938 volgde hij Arthur Boon op als voorzitter van het Davidsfonds. In deze periode was hij ook voorzitter van de raad van beheer van de Katholieke Vlaamsche Radio-Omroep.
Op 22 augustus 1955 werd hem de titel monseigneur verleend, hij werd huisprelaat van de paus.
Elke 5 jaar wordt er een prijs uitgereikt die zijn naam draagt: de Mgr. Arthur Janssen-Prijs voor Christelijke Ethiek.